# Liste von Persönlichkeiten der Stadt Markkleeberg
Die Liste von Persönlichkeiten der Stadt Markkleeberg enthält Personen, die in der Geschichte der sächsischen Stadt Markkleeberg eine nachhaltige Rolle gespielt haben. Es handelt sich dabei um Persönlichkeiten, die Ehrenbürger der Stadt sind, hier bzw. in den heutigen Ortsteilen geboren sind oder hier gewirkt haben.
Für die Persönlichkeiten aus den nach Markkleeberg eingemeindeten Ortschaften siehe auch die entsprechenden Ortsartikel.

## Ehrenbürger
Die Stadt Markkleeberg verleiht das Ehrenbürgerrecht an Personen, „die sich in hervorragender und beispielhafter Weise um ihre Mitmenschen, um das Gemeinwohl, um unsere Stadt und ihr Ansehen verdient gemacht haben“. Es erlischt mit dem Tode.
- 2000: Jean-Marie Mick (* 1936), ehemaliger Bürgermeister von Pierre-Benite, der französischen Partnerstadt Markkleebergs
- 2008: Zahava Szász Stessel (* 1930), ehemalige ungarisch-jüdische Zwangsarbeiterin im KZ-Außenlager Markkleeberg
- 2010: Manfred Nozar, ehemaliger Bürgermeister von Neusäß, der bayrischen Partnerstadt Markkleebergs

## Söhne und Töchter der Stadt

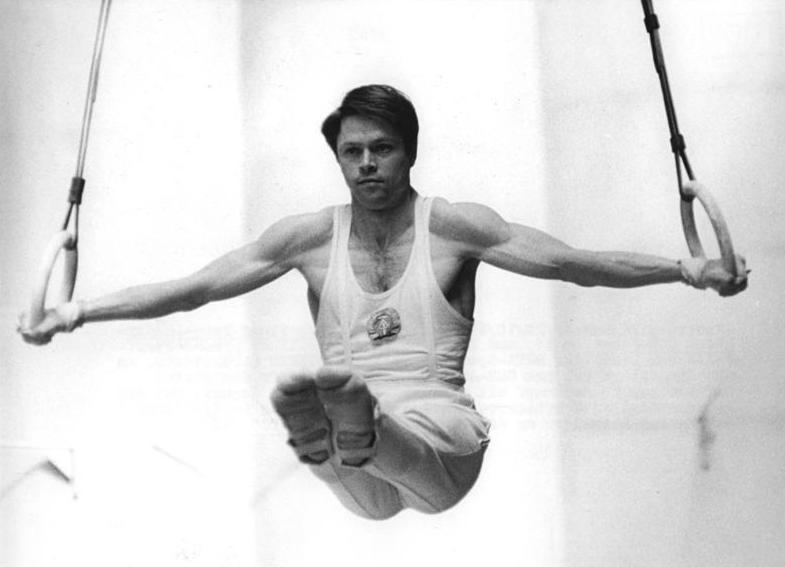
Matthias Brehme, 1969

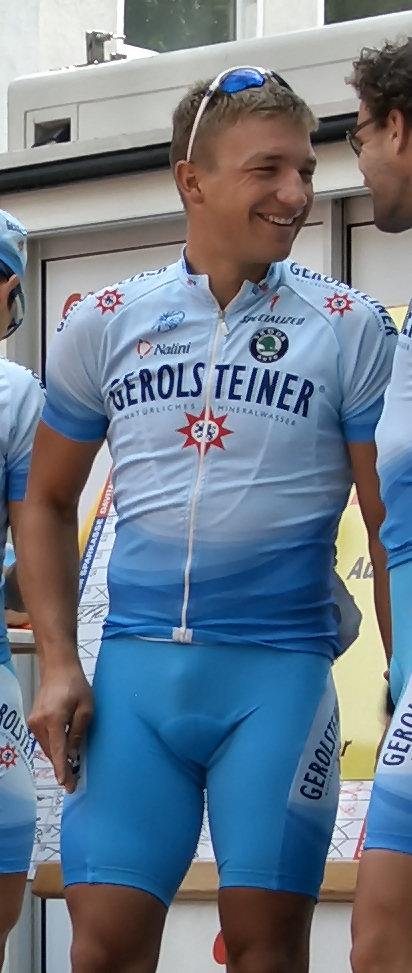
Robert Förster, 2006

- Johannes Reinhart (* 1450 in Zöbigker), Rektor der Universität Leipzig
- Cecilia von Haugwitz (1509/1510–1571), Benediktinerin
- Valentin Otto (1529–1594), Musiker und Leipziger Thomaskantor
- Gottlieb Wilhelm Rabener (1714–1771), Schriftsteller und Publizist der Aufklärung, wurde auf dem Rittergut im heutigen Markkleeberger Ortsteil Wachau geboren
- Hans Apel-Pusch (1862–1921), Generalmajor, geboren in Raschwitz
- Walter Kopp (1877–??), geboren in Gautzsch, Landschaftsmaler Münchner Schule, vorwiegend Motive Großraum Leipzig
- Friedrich Kirchner (1885–1960), General der Panzertruppe im Zweiten Weltkrieg, geboren in Zöbigker
- Karl Rauch (1897–1966), Verleger, Schriftsteller und Übersetzer.
- Willy Nebel (1897–1985), Professor für Mechanische Technologie und ehemaliger Rektor der Hochschule für Maschinenbau Karl-Marx-Stadt
- Momme Mommsen (1907–2001), deutsch-US-amerikanischer Literaturwissenschaftler und Professor in Berlin
- Karl Büchner (1910–1981), klassischer Philologe, Professor an der Albert-Ludwigs-Universität Freiburg, geboren in Gaschwitz
- Karl-Albert Fuchs (1920–2015), Bauingenieur, Hochschullehrer und Politiker (SED), Stellvertretender Minister
- Alexander Arendt (1921–1986), Mediziner
- Hannes Kästner (1929–1993), Organist an der Thomaskirche Leipzig
- Brigitte Rabald (1934–2019), Schlagersängerin
- Rolf Rademann (* 1934), Diakon, Kirchenmusikdirektor in Ruhestand und Ehrenbürger der Stadt Schwarzenberg
- Matthias Brehme (* 1943), Geräteturner, zweifacher Olympiamedaillengewinner im Mannschaftsmehrkampf
- Jürgen Wieczorek (* 1948), Politiker (SPD), MdB
- Robert Förster (* 1978), Radrennfahrer

## Persönlichkeiten, die mit der Stadt in Verbindung stehen

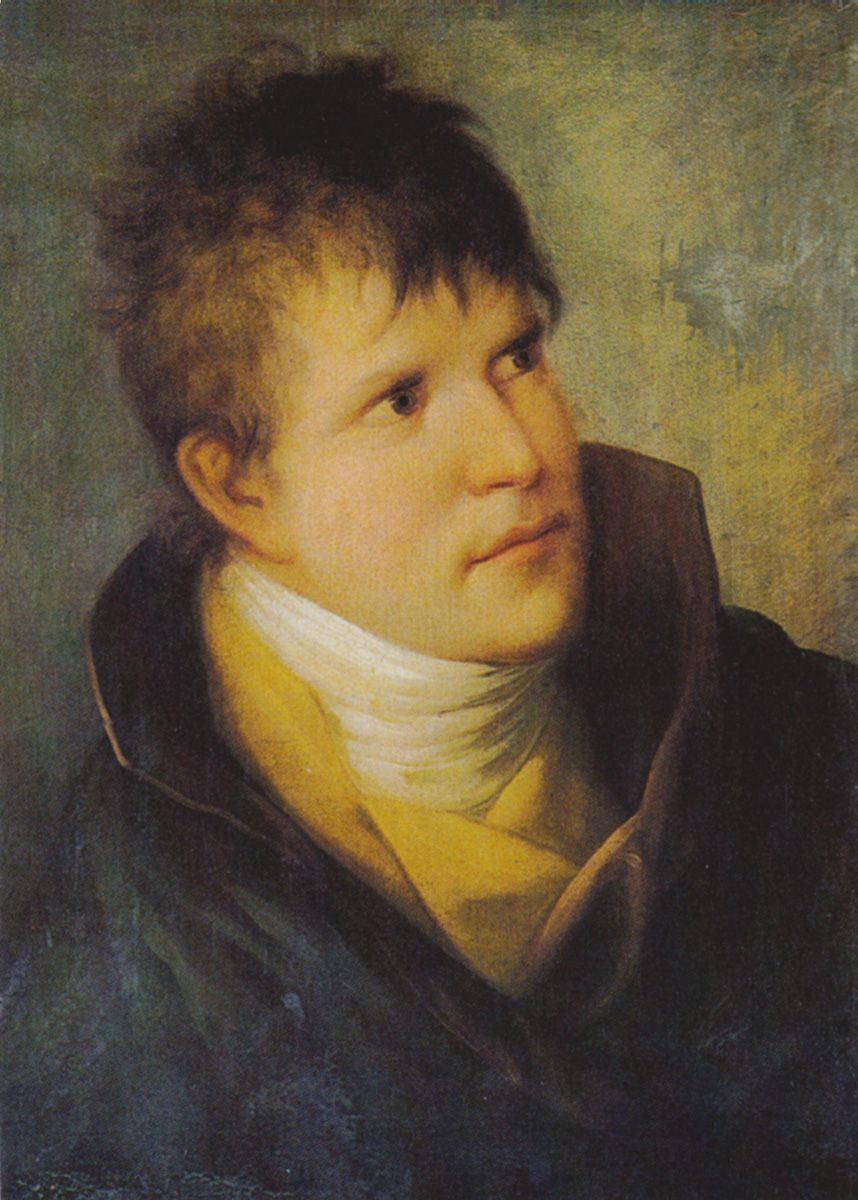
Gottlob Heinrich Adolph Wagner, um 1800

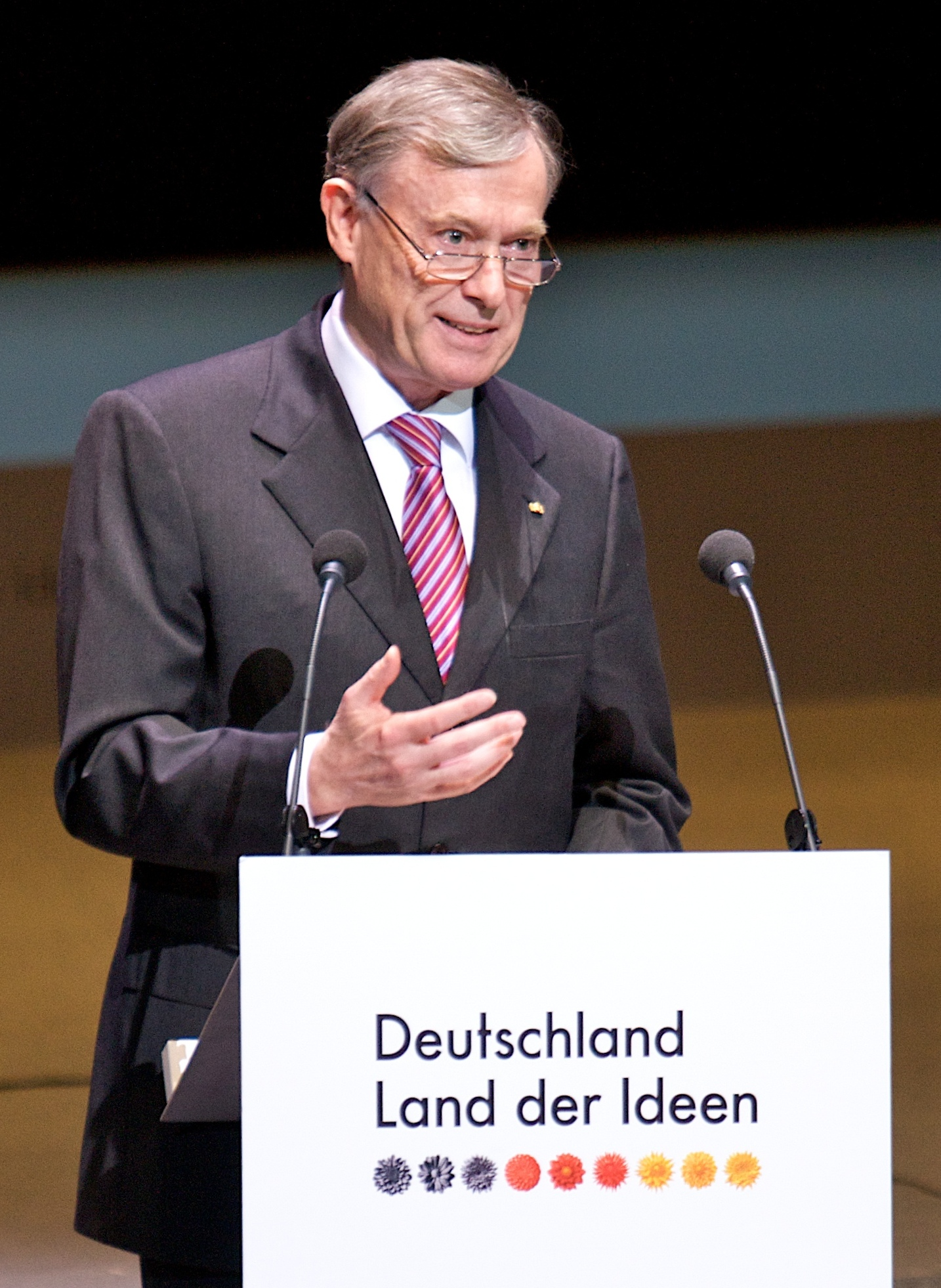
Horst Köhler, 2010

- Statz Friedrich von Fullen (1638–1703), königlich-polnischer und kurfürstlich-sächsischer Geheimer Kriegsrat, heiratete 1660 Anna Catharina von Anckelmann, der das Rittergut Markkleeberg gehörte
- Johann Friedrich Jacob Reichenbach (1760–1839), Altphilologe und Pädagoge, gestorben in Zöbigker
- Gottlob Heinrich Adolph Wagner (1774–1835), Literaturhistoriker, Bühnenautor, Übersetzer und Schriftsteller, lebte zuletzt auf dem Gut Großstädteln, heute Ortsteil von Markkleeberg
- Otto Harrassowitz (1845–1920), Antiquar, Verleger und Autor, starb in Gaschwitz
- Paul Emil Flechsig (1847–1929), Psychiater und Hirnforscher, gilt als einer der „Väter der Neuroanatomie“, wohnte in der Charlottenstraße, heute Mehringstraße in Markkleeberg[3]
- Theodor Fritsch (1852–1933), Publizist antisemitischer Schriften und Politiker, MdR, starb in Gautzsch
- Paul Herfurth (1855–1937), Verleger und Politiker (NLP), lebte und starb in Markkleeberg
- Adolf Lehnert (1862–1948), Bildhauer, lebte und arbeitete ab 1912 in Markkleeberg
- Franz Heinrich Weißbach (1865–1944), Altorientalist, verbrachte den Ruhestand in Markkleeberg, wo er 1944 bei einem Bombenangriff starb
- Hans Hofmann (1867–1933), Kantor, Professor und Oberlehrer in Leipzig, wohnte von 1910 bis 1933 im heutigen Markkleeberger Ortsteil Oetzsch
- Paul Rehme (1867–1941), Rechtswissenschaftler und Hochschullehrer, starb in Markkleeberg
- Wilhelm Volz (1870–1958), Geograph und Geologe, starb in Markkleeberg
- Leo Rosenberg (1879–1963), Zivilrechtler und Rechtsprofessor an der Universität Leipzig, lebte von 1936 bis 1938 in der Raschwitzer Straße in Markkleeberg
- Wilhelm Berthold (1881–1969), Schauspieler, Regisseur und Theaterleiter, lebte von 1919 bis 1951 in der Villa Berhold, Offenbacher Straße 10
- Marie Gey-Heinze (1881–1908), Malerin und Grafikerin, lebte und starb im heutigen Markkleeberger Ortsteil Oetzsch
- Maximilian Lambertz (1882–1963), österreichischer Albanologe, verlebte seinen Ruhestand in Markkleeberg
- Josef Hohlbaum (1884–1945), Chirurg und Hochschullehrer in Leipzig und Prag, starb in Markkleeberg
- Camillo Ugi (1884–1970), Fußballspieler, lebte ab 1921 in Markkleeberg und starb hier
- Hans Otto de Boor (1886–1956), Rechtswissenschaftler, wohnte 10 Jahre bis 1949 in Markkleeberg
- Franz Dornseiff (1888–1960), Altphilologe, starb in Markkleeberg
- Otto Herfurth (1893–1944), Offizier, zuletzt Generalmajor, wuchs in Markkleeberg auf
- Anna Reitler (1894–1948), Politikerin (KPD), MdR, starb in Markkleeberg
- Georg Quenzel (1896–1966), Grafiker, Zeichner und Hochschullehrer
- Antoine de Saint-Exupéry (1900–1944), besuchte im Jahre 1939 den Karl-Rauch-Verlag und die Gärtnerei der Eltern des Verlegers in Markkleeberg-Ost, Bornaische Str. 35
- Hans-Georg Gadamer (1900–2002), Philosoph und Rektor der Universität Leipzig, lebte von 1941 bis 1947 im Haus Kastanienweg 1
- Wolfgang Schadewaldt (1900–1974), Literaturwissenschaftler, Altphilologe und Übersetzer, lebte von 1934 bis 1941 im Haus Kastanienweg 1
- Rudolf Uttecht (1900–1991), Maler, wohnte seit etwa 1945 in Markkleeberg
- Hermann Reinmuth (1902–1942), Jurist und Widerstandskämpfer, Familie wohnte in Markkleeberg, Grab und Gedenktafel in Markkleeberg
- Oskar Baumgarten (1907–2008), Diplomlandwirt und Hochschullehrer, organisierte und leitete die agra Landwirtschaftsausstellung
- Johannes Muntschick (1921–2007), Musiker und Komponist, lebte in Markkleeberg
- Siegmund Haunschild (1925–2014), Judoka, Hochschullehrer DHfK, lebte in Markkleeberg
- Günter Rössler (1926–2012), Fotograf, lebte und arbeitete in Markkleeberg
- Oskar Brüsewitz (1929–1976), evangelischer Pfarrer, der mit seiner öffentlichen Selbstverbrennung in Zeitz Einfluss auf die Kirche und Opposition in der DDR nahm; hatte in der Städtelner Straße 3 eine Schuhmacherwerkstatt
- Erika Krause (1924–2017) deutsche Moderatorin, Quizmasterin und Buchautorin. Moderierte Veranstaltungen auf der agra in ihrem langjährigen Wohnort Markkleeberg.
- Werner Bräunig (1934–1976), Schriftsteller, lebte zwischen 1961 und 1968 in Markkleeberg und verfasste dort seinen Roman Rummelplatz
- Rita Jorek (* 1935), Publizistin, Kunst- und Literaturwissenschaftlerin
- Gerhard Lehmann (* 1935), Sportwissenschaftler, wohnt in Markkleeberg
- Winfried Sziegoleit (1939–2021), Architekt und Gründungspräsident der Architektenkammer Sachsen
- Horst Köhler (1943–2025), Politiker (CDU) und Ökonom, von 2004 bis 2010 Bundespräsident der Bundesrepublik Deutschland, wohnte von 1945 bis zum Verlassen der DDR 1953 in Markkleeberg
- Frank Michaelis (* 1943), (Keramik-)Künstler, u. a. Objekte mit Kristallglasuren bei Meissener Porzellan, wohnt in Markkleeberg
- Arnis Vilks (* 1956), Wirtschaftswissenschaftler, Rektor der Handelshochschule Leipzig von 2000 bis 2005, wohnt in Markkleeberg
- Dietmar Pohl (* 1957), Radsportler und -trainer, begann in Markkleeberg mit seinem Sport
- Neo Rauch (* 1960), Maler, wohnhaft in Markkleeberg
- Else Buschheuer (* 1965) ist eine deutsche Schriftstellerin, Journalistin und Fernsehmoderatorin, besuchte das musikalisch-künstlerische Rudolf-Hildebrand-Gymnasium in Markkleeberg und wohnte im Internat[4][5]
- Monika Lazar (* 1967), Politikerin (Bündnis 90/Die Grünen), MdB, aufgewachsen in Markkleeberg
- Nadja Michael (* 1969) Opernsängerin; hat in Markkleeberg die Rudolf-Hildebrand-Spezialschule für Musik besucht und im Internat gewohnt[6]
- Anja Jonas (* 1973), Politikerin (FDP), MdL, wohnhaft in Markkleeberg
- Oliver Fritzsche (* 1977), Politiker (CDU), MdL, wohnhaft in Markkleeberg
- Sandra „Mo“ Krüger (* 1975 in Leipzig), deutsche Fernsehmoderatorin, Sprecherin und Sängerin, wohnhaft in Markkleeberg
- Robert Burdy (* 1964) Moderator und Fernsehjournalist, wohnt in Markkleeberg